# Tanquana
Tanquana là chi thực vật có hoa trong họ Aizoaceae.